# Cala de Sídney

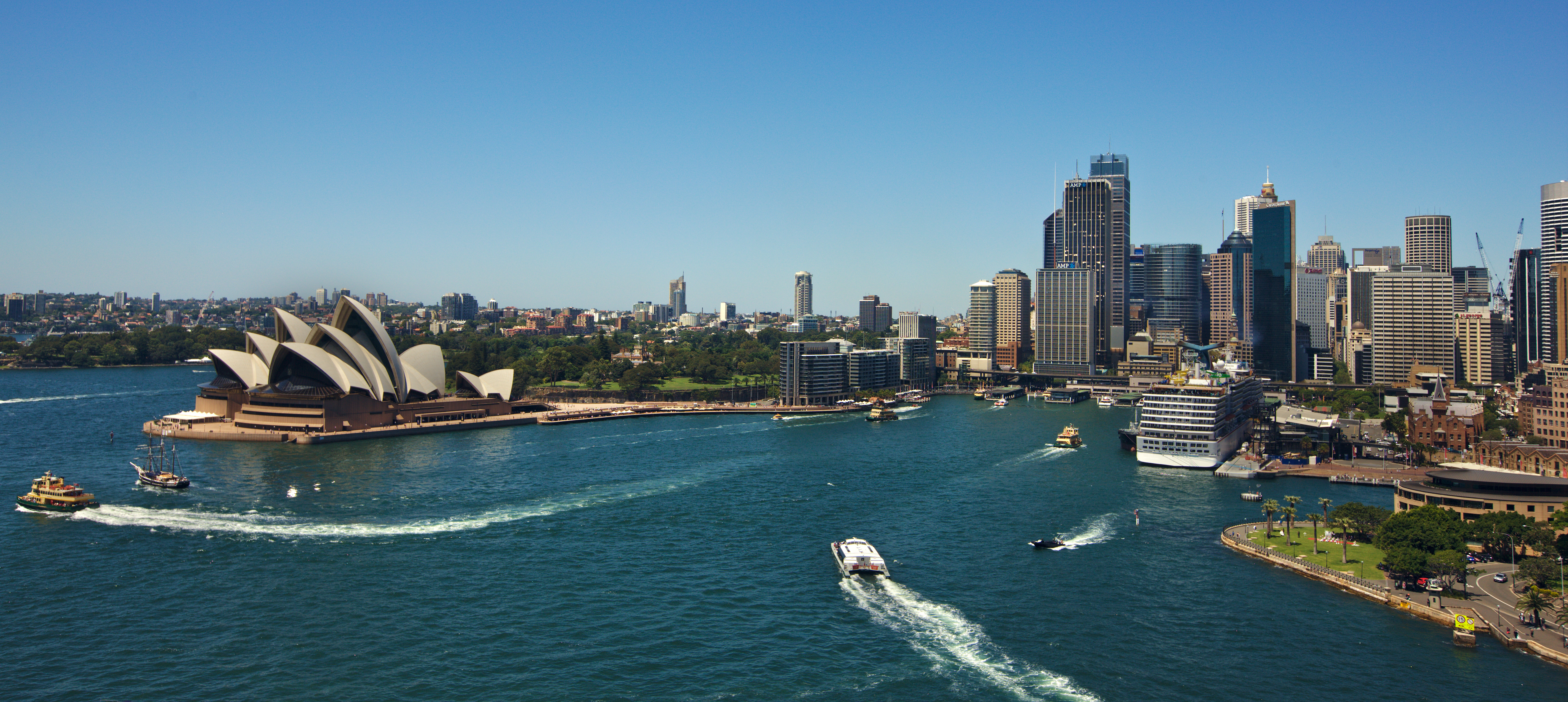
Vista de la cala de Sídney.

La cala de Sídney (en inglés: Sydney Cove) es una pequeña ensenada en la orilla sur de la bahía de Sídney (Port Jackson), uno de los varios puertos de la costa de Sídney, Nueva Gales del Sur, Australia.

## Historia

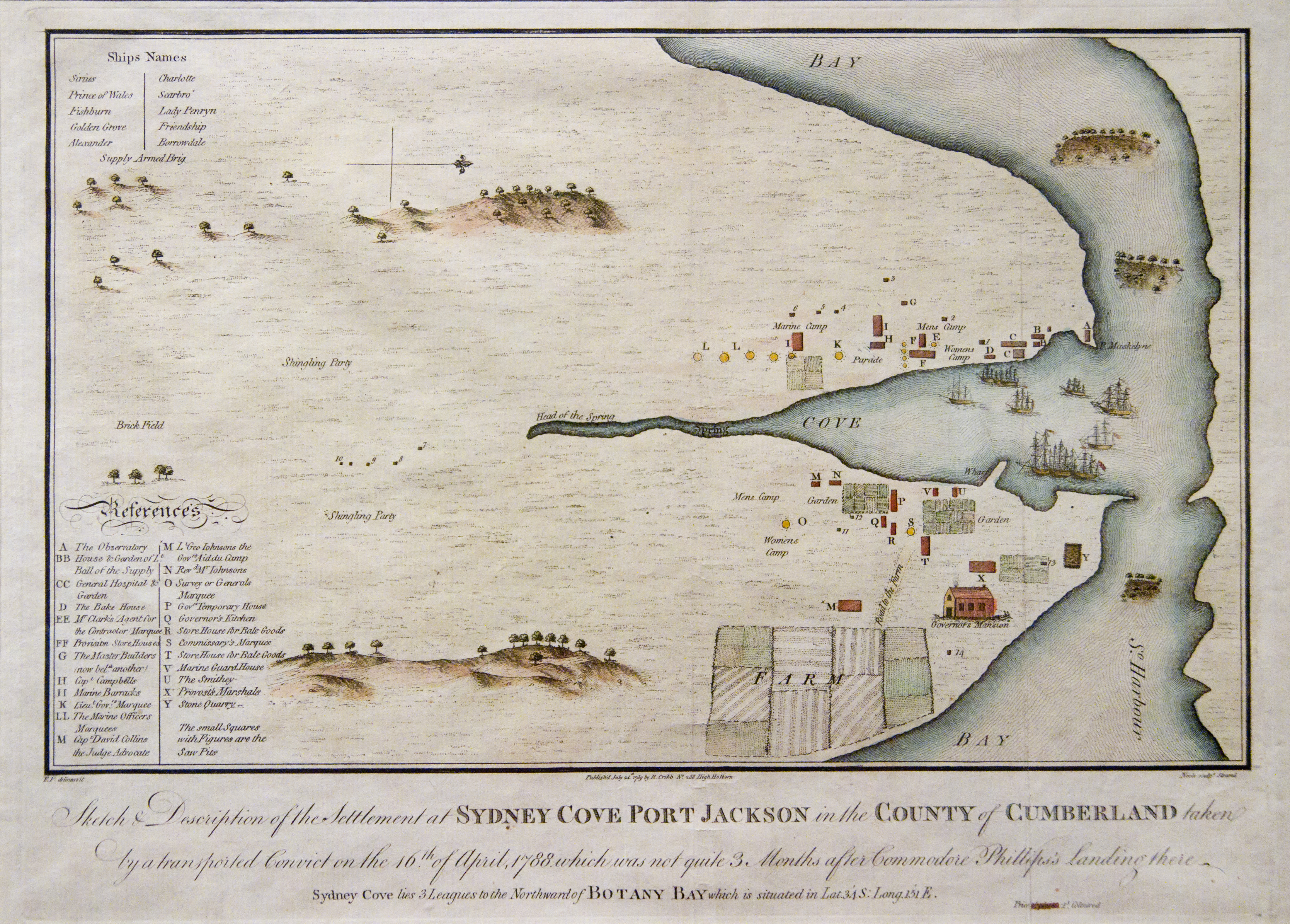
Esquema y descripción del asentamiento en la cala de Sídney. A partir de un dibujo de Francis Fowkes (1788).

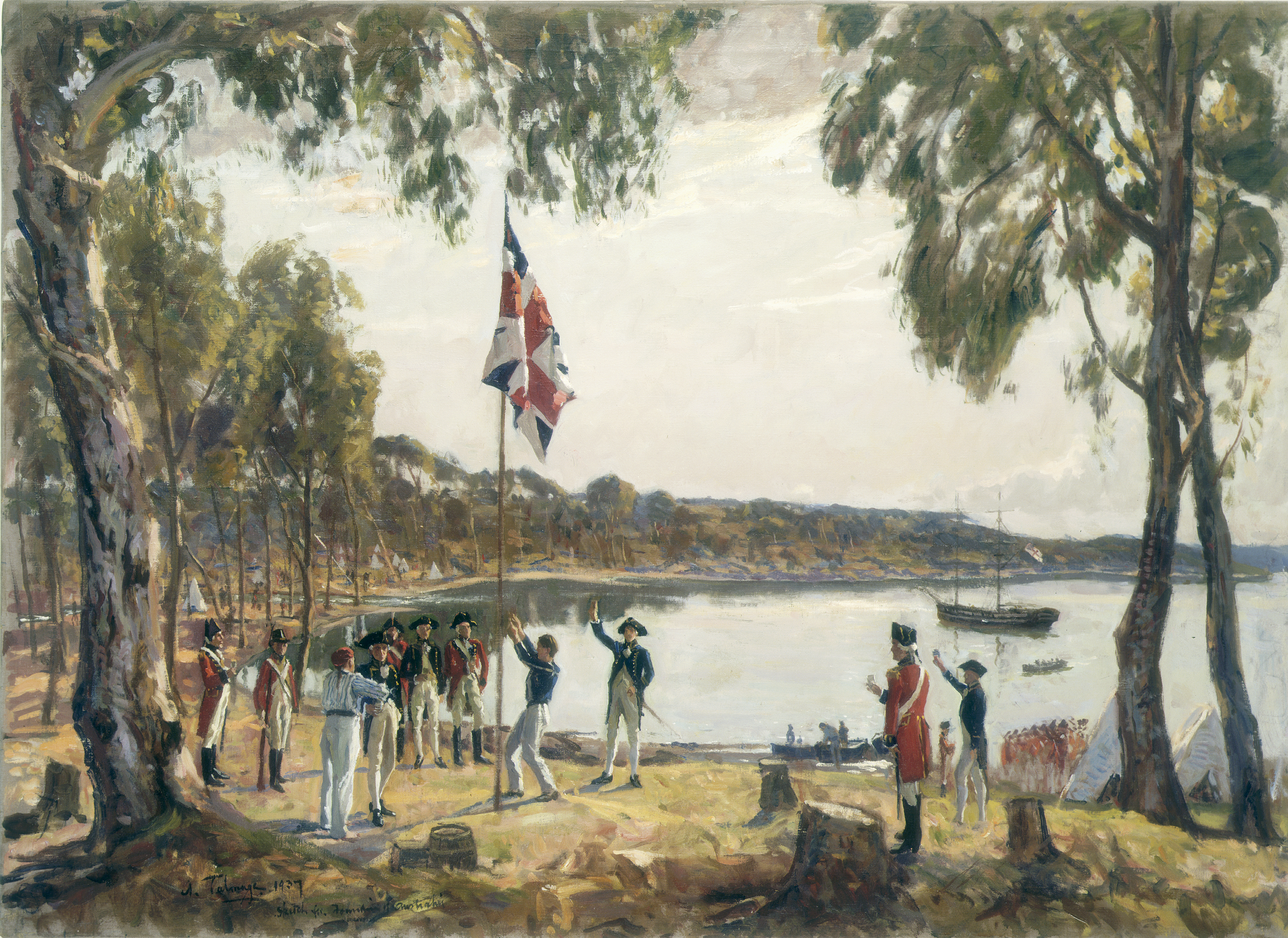
La fundación de Australia por el capitán Arthur Phillip. Cala de Sídney, 26 de enero de 1788. Pintura de Algernon Talmage (1939).

El nombre aborigen de la cala de Sídney, tal y como aparece en varios diarios, mapas y vocabularios de la Primera Flota, era «Warrane», también escrito como «War-ran», «Warrang» o «Wee-rong». Este lugar es muy significativo tanto para los aborígenes como para los no aborígenes como lugar de primer contacto entre los eora y los berewalgal («gente de un lugar lejano», es decir: los europeos). Warrane era un lugar cotidiano en la vida del pueblo eora. Allí los hombres pescaban con arpón desde la orilla, mientras que las mujeres pescaban con sedal desde sus nowies (canoas).
La cala de Sídney lleva el nombre del ministro del Interior británico, el primer barón de Sídney (título elevado a primer vizconde de Sídney en 1789). Fue el lugar elegido por el capitán de la Marina Real británica, Arthur Phillip, entre el 21 y el 23 de enero de 1788 para el asentamiento del penal británico que ahora es la ciudad de Sídney, y donde se tomó formalmente posesión de Nueva Gales del Sur el 26 de enero (fecha conmemorada el Día de Australia). El sitio exacto donde la bandera fue plantada no está claro, ya que en lugar se encuentra Circular Quay y los edificios del Centro de Sídney.
Phillip tenía instrucciones de establecer el asentamiento en la bahía de Botany, una gran bahía (más al sur de la bahía de Sídney) en la costa. La bahía de Botany había sido descubierta por el capitán James Cook durante su viaje de exploración en 1770, y fue recomendada por el eminente botánico sir Joseph Banks, quien había acompañado a Cook, como un sitio adecuado para un asentamiento. Pero Phillip descubrió que la bahía de Botany no ofrecía ni un fondeadero seguro ni una fuente fiable de agua dulce. La cala de Sídney ofrecía ambas cosas, siendo abastecida por un arroyo de agua dulce que pronto sería conocido como Tank Stream.

Debe haber sido como entrar en el Paraíso en esa tarde de verano, cuando el convoy de marineros pasó a través de las tierras pardas e inhóspitas en el puerto virgen —el agua azul radiante, las orillas altas y boscosas sin ser escarpadas, una dispersión de islas, playas arenosas, los árboles relucientes bajo el sol.

El lugar del asentamiento fue la cala de Sídney. Era una de las caletas más pequeñas, elegida porque tenía agua dulce y un buen anclaje para los barcos cerca de la tierra. El grupo de trabajo del gobernador había despejado un terreno de acampada junto al arroyo, que se deslizaba silenciosamente a través de un bosque muy espeso, cuya quietud había sido interrumpida entonces por primera vez desde la Creación, por el rudo sonido del hacha del trabajador.

En la actualidad, el arroyo Tank Stream está encapsulado en un desagüe de hormigón bajo las calles del distrito comercial central y se han despejado todas las arboledas autóctonas. La cabecera de la cala está ocupada por la terminal de ferry de Circular Quay. En Bennelong Point, en el extremo norte de la orilla este de la cala, se encuentra la Casa de la Ópera de Sídney. En la orilla oeste se encuentra el distrito histórico conocido como The Rocks.

## Medallón de la cala de Sídney

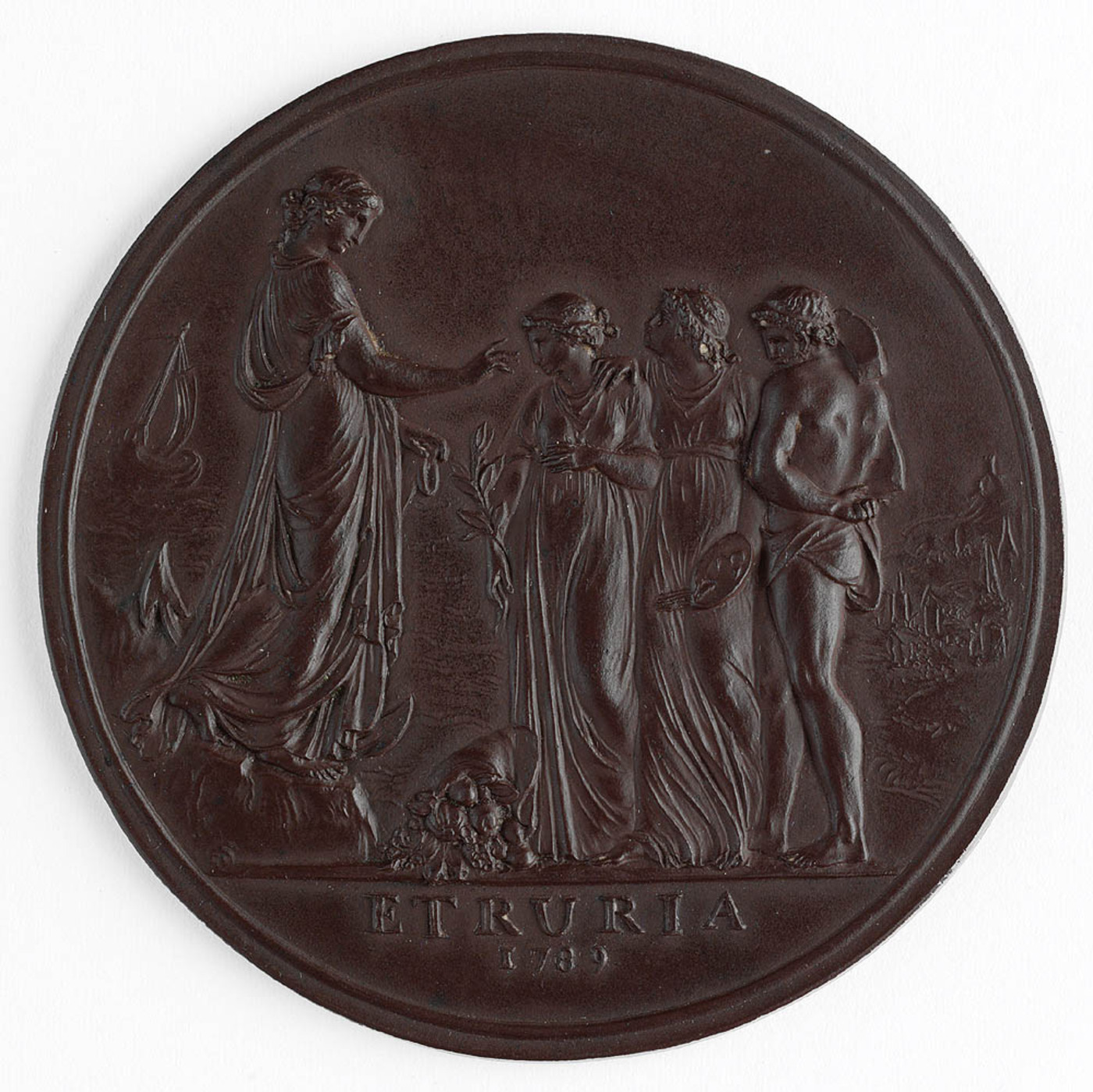
Medallón de la cala de Sídney.

Una muestra de la arcilla gris oscura de la cala de Sídney fue recogida por el gobernador Phillip y enviada a sir Joseph Banks, quien la entregó al gran fabricante de cerámica Josiah Wedgwood para probar su idoneidad para hacer cerámica. Wedgwood la encontró excelente, e hizo una medalla conmemorativa conocida como el Medallón de la cala de Sídney.

## Cultura
La cala de Sídney es un punto focal para las celebraciones de la comunidad, debido a su ubicación central entre la Casa de la Ópera de Sídney y el puente de la bahía de Sídney. Es uno de los puntos principales de congregación para la Nochevieja de Sídney.
Se celebra todos los años en la cala waterpolo en el mar, donde el equipo nacional masculino de waterpolo se enfrenta a las International All Stars.
El Sydney Football Club cuenta con el apoyo de todo Sídney, y es uno de los clubes de fútbol más apoyados de Australia, ya que fue el único equipo de la A-League de la ciudad más grande de Australia hasta 2012. El mayor grupo de seguidores del equipo es conocido como «The Cove» en referencia a la cala de Sídney.